# V. J. Chitra
V. J. Chitra (Chennai, 2 de mayo de 1992 - Ib., 9 de diciembre de 2020) fue una actriz y presentadora india, reconocida principalmente por su participación en la serie de televisión tamil Pandian Stores.

## Biografía
Chitra nació en Chennai en 1992. Inició su carrera en 2013 como presentadora de televisión en varios programas de variedades como Sattam Solvathu Enna? y Oor Suthalaam Vaanga antes de debutar como actriz en la telenovela de Jaya TV Mannan Magal, en la que interpretó el papel de Vishali. Luego de figurar en producciones como Saravanan Meenatchi, Darling Darling y Velunachi, Chitra obtuvo popularidad en su país con su papel como Mullai en el seriado Pandiyan Stories, transmitido entre 2018 y 2020 por la cadena Star Vijay.
El 9 de diciembre de 2020 fue encontrada sin vida en un cuarto de hotel en Chennai. Aunque se sospecha de un suicidio, actualmente se desarrolla una investigación policial para identificar la verdadera causa de su muerte.

## Filmografía

### Televisión
| Año       | Título                      | Papel        | Canal        | Idioma |
| --------- | --------------------------- | ------------ | ------------ | ------ |
| 2013      | Sattam Solvathu Enna?       | Presentadora | Makkal TV    | Tamil  |
| 2014      | Nodiku Nodi Athiradi        | Presentadora | Makkal TV    | Tamil  |
| 2014      | Oor Suthalaam Vaanga        | Presentadora | Makkal TV    | Tamil  |
| 2014      | Mannan Magal                | Vishali      | Jaya TV      | Tamil  |
| 2014      | Vilayadu Vaagai Soodu       | Presentadora | Makkal TV    | Tamil  |
| 2014      | En Samayal Araiyil          | Presentadora | Makkal TV    | Tamil  |
| 2014      | Ossthi Comedy Kusthi        | Presentadora | Raadan       | Tamil  |
| 2014–18   | Chinna Papa Periya Papa     | Periya Papa  | Sun TV       | Tamil  |
| 2014      | Ring O Ring                 | Concursante  | Vendhar TV   | Tamil  |
| 2015      | Saa boo thri                | Presentadora | Vendhar TV   | Tamil  |
| 2015      | Jill Jung Juk               | Presentadora | Vendhar TV   | Tamil  |
| 2013–16   | Saravanan Meenatchi         | Kalaiyarasi  | Star Vijay   | Tamil  |
| 2016–2018 | Aaha Maamiyar Oho Marumagal | Presentadora | Zee Tamil    | Tamil  |
| 2016–17   | Darling Darling             | Anitha       | Zee Tamil    | Tamil  |
| 2016–17   | Dance Jodi Dance            | Concursante  | Zee Tamizh   | Tamil  |
| 2016–17   | Nanbenda                    | Concursante  | Zee Tamizh   | Tamil  |
| 2017      | Saravanan Meenatchi         | Fantasma     | Star Vijay   | Tamil  |
| 2017      | Zee Dance League            | Concursante  | Zee Tamizh   | Tamil  |
| 2017–2018 | Anjarai petty               | Presentadora | Zee Tamizh   | Tamil  |
| 2018      | Velunachi                   | Velunachi    | Colors Tamil | Tamil  |
| 2018–2019 | Jodi fun unlimited          | Concursante  | Star Vijay   | Tamil  |
| 2018–2020 | Pandiyan Stores             | Mullai       | Star Vijay   | Tamil  |
| 2019      | Raja Rani                   | Mullai       | Star Vijay   | Tamil  |
| 2019      | Vasool vettai               | Presentadora | Star Vijay   | Tamil  |